# Dance-pop
Dance-pop é um subgênero do pop e dance que se originou no início da década de 1980. É geralmente música no ritmo uptempo destinada à boates com a intenção de ser dançante, mas também adequada para as rádios. Desenvolvendo-se a partir de uma combinação de electronic dance music e música pop, com influências de música disco, pós-disco, new wave, synth-pop, house e electropop, é geralmente caracterizada por batidas fortes em canções fáceis e descomplicadas que são geralmente mais similares à música pop do que o gênero dance mais livre, com ênfase na melodia. O gênero, em geral, tende a ser impulsionado por produtores musicais, apesar de algumas exceções notáveis.
O dance-pop também incorpora elementos de outros gêneros, que variam de produtor, artista e período. Tais incluem R&B, house, trance, techno, new jack swing, funk, synthpop, electropop e algumas formas de europop. O estilo é um dos mais populares do mercado musical mainstream, com numerosos artistas pop e grupos que executam o gênero.

## História

### Década de 1980

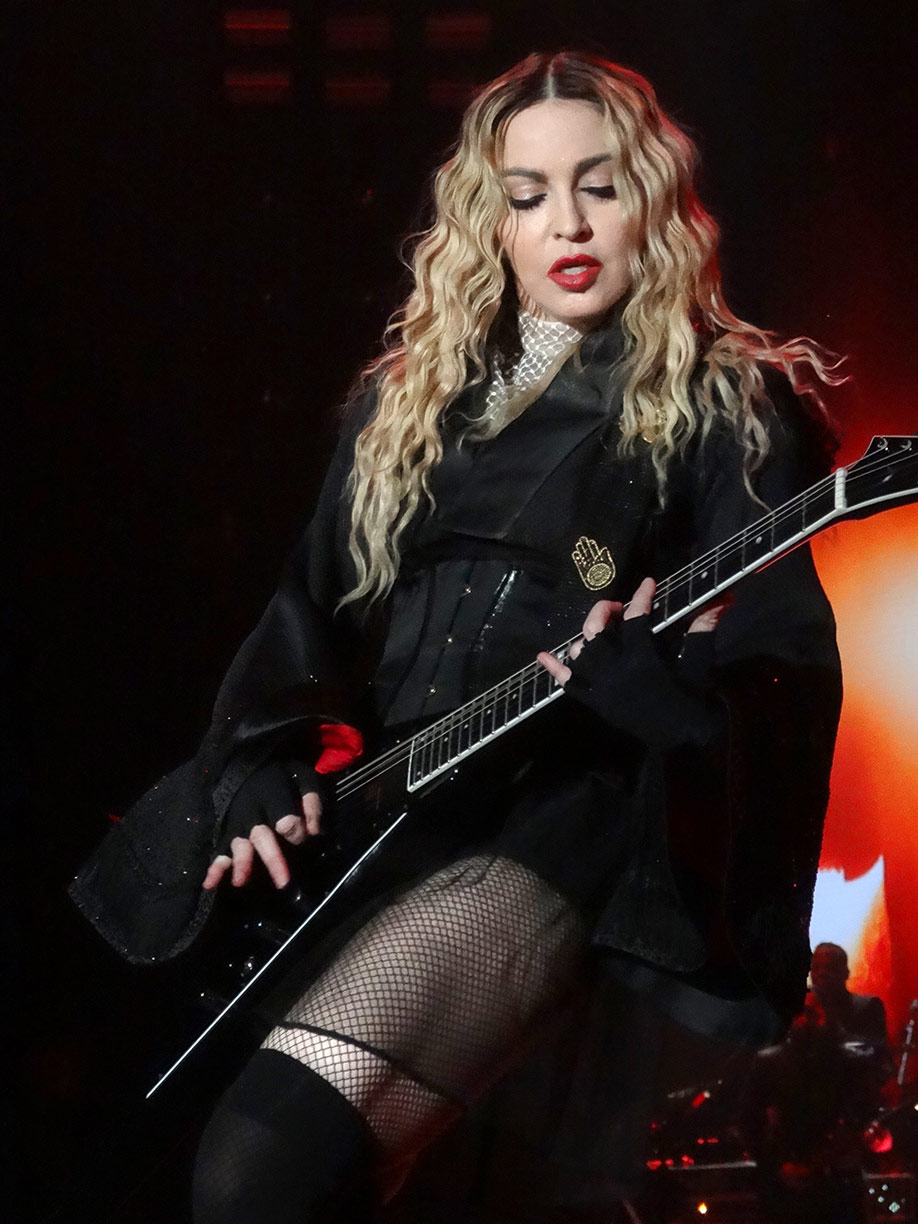
O Allmusic creditou Madonna por trazer a dance music para o cenário do pop mainstream na década de 1980.

Como o termo "disco" começou a sair de moda no final da década de 1970 até o início dos anos 80, outros termos eram comumente usados para descrever um estilo baseado na disco music, como "pós-disco", "club", "dance" ou "dance-pop". Esses gêneros eram, em essência, uma variante mais moderna da música disco conhecida como pós-disco, que tendia a ser mais experimental, eletrônica e impulsionada por produtores musicais e DJs, muitas vezes usando sequenciadores e sintetizadores.
A música dance-pop emergiu na década de 1980 como uma combinação de dance e pop, ou pós-disco, que era uptempo e simples, de estilo club, dirigido por produtores e de ritmo cativante. Dance-pop era mais up-tempo e dançante do que o pop regular, ainda mais estruturado e de estrutura menos livre do que a música dance, geralmente combinando a estrutura fácil do pop com a forte batida do dance e sua natureza up-tempo. A música dance-pop geralmente foi criada, composta e produzida por produtores que contratavam cantores para executar as músicas em estúdio.
O crítico musical Stephen Thomas Erlewine, do site AllMusic, creditou Madonna por ter popularizado a dance music no mercado mainstream. Ele disse que a cantora "lançou o dance-pop" e definiu um padrão para o gênero nas próximas duas décadas (1990-2000). Na década de 1980, o dance-pop estava alinhado com outros gêneros eletrônicos uptempo, como o Hi-NRG. Produtores proeminentes na década de 1980 incluíam Stock, Aitken e Waterman, que criaram o Hi-NRG/dance-pop para artistas como Kylie Minogue, Dead or Alive e Bananarama. Durante a década, o dance-pop pegou influências do funk (por exemplo, Michael Jackson e Whitney Houston), do new jack swing (por exemplo, Janet Jackson e Paula Abdul) e do R&B contemporâneo.
Outros artistas e grupos de dance-pop proeminentes da década de 1980 foram Pet Shop Boys, Mel and Kim, Samantha Fox, Debbie Gibson e Tiffany.

### Década de 1990
Na década de 1990, o dance-pop tornou-se um gênero bastante popular. Durante o início da década, o estilo tomou emprestado influências da house music (por exemplo, "I'm Too Sexy" de Right Said Fred e "Vogue", de Madonna), bem como do R&B contemporâneo e do new jack swing.
Da metade para o final dos anos 90, vários grupos e artistas de dance-pop surgiram (juntamente com uma onda de pop adolescente), incluindo Spice Girls, Britney Spears, Christina Aguilera, Jessica Simpson, Backstreet Boys e NSYNC. No final da década de 1990, as influências eletrônicas tornaram-se evidentes na música dance-pop; O álbum criticamente aclamado e comercialmente exitoso de Madonna, Ray of Light (1998), incorporou techno, trance e outras formas de música dance-eletrônica, trazendo a música eletrônica para o dance-pop mainstream. Além disso, também em 1998, Cher lançou uma música dance-pop chamada "Believe", que fez uso de uma inovação tecnológica da época, o auto-tune. Um processador de áudio e uma forma de software de modificação de afinação, o auto-tune é comumente usado como uma maneira de corrigir o tom e criar efeitos especiais. Desde o final da década de 1990, o uso do processamento de auto-tune tornou-se uma característica comum no dance-pop.

### Década de 2000

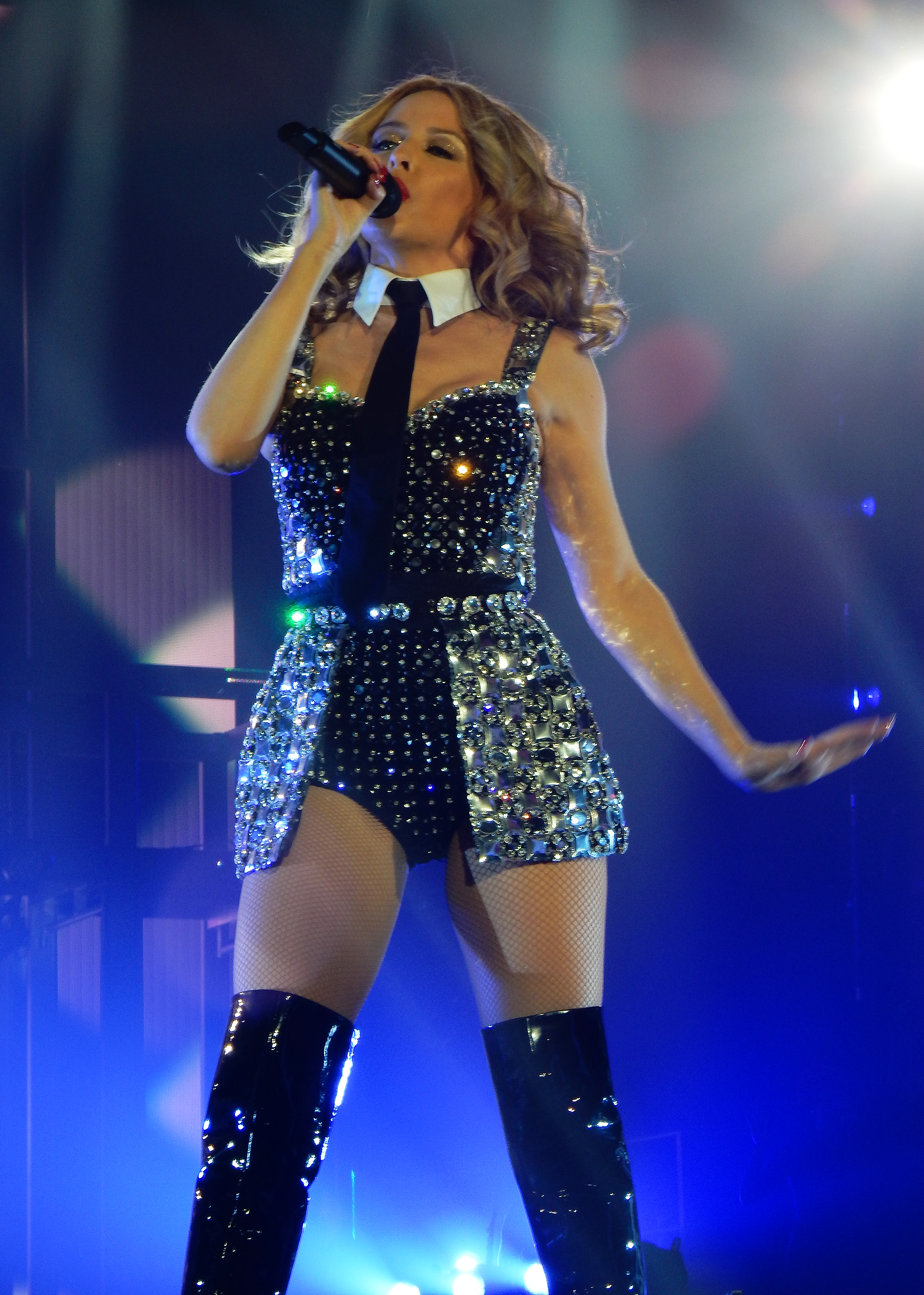
A cantora australiana Kylie Minogue é uma das artistas mais bem-sucedidas do estilo. Sua canção "Can't Get You Out of My Head" é um dos maiores hits dos anos 2000.

No início da década de 2000, o dance-pop ainda era proeminente e de estilo altamente eletrônico, influenciado por gêneros como trance, house, techno e electro. No entanto, como o R&B e hip hop se tornaram extremamente populares desde o início da década, o dance-pop muitas vezes emprestou influências da música urban. As estrelas do dance-pop das décadas de 1980 e 1990, como Britney Spears, Christina Aguilera, Madonna, Janet Jackson e Kylie Minogue continuaram a alcançar o sucesso no início da década de 2000. Embora o dance-pop na época fosse bastante influenciado pelo R&B, muitas canções começaram a retornar às raízes da música disco; Os álbuns de Kylie Minogue, como Light Years (2000) e Fever (2001), continham influências da música disco, ou uma versão contemporânea do gênero surgida no século XXI, chamado "Nu-disco"; singles de sucesso como "Spinning Around" (2000) e "Can't Get You Out of My Head" (2001) também continham influência da disco music. No caso de Madonna, seu álbum Music (2000) continha elementos da Euro disco, especialmente o single homônimo, "Music". O álbum de Madonna Confessions on a Dance Floor (2005), tomou emprestadas fortes influências da música disco, especialmente de artistas e bandas da década de 1970, como ABBA, Giorgio Moroder, Bee Gees e Donna Summer. O álbum Blackout (2007) de Britney Spears também contém influências da Euro disco.
De meados até ao final da década de 2000, houve a chegada de vários novos artistas de dance-pop, incluindo Rihanna, Kesha, Lady Gaga e Katy Perry. Este período no tempo também viu o retorno do dance-pop para suas raízes mais eletrônicas (ademais a disco music), com fortes influências de synthpop e electropop; os singles de Rihanna no gênero dance-pop, incluindo "Don't Stop the Music" e "Disturbia", contém influências eletrônicas; o primeiro tem elementos da house music, o segundo, do eletropop. Os singles de Lady Gaga "Just Dance" e "Poker Face" também foram fortemente influenciados por synthpop e electropop. O single de estréia de Kesha, "Tik Tok", também foi altamente eletrônico em estilo e empregou uma batida de videogame. "Hot n Cold", "California Gurls" e "Firework", de Katy Perry, que foram grandes sucessos comerciais, também exibem influências de electropop e house.

### Década de 2010–presente
Nos anos de 2010, similarmente ao final dos anos 2000, o dance-pop é fortemente influenciado pela música eletrônica e possui uma grande ênfase em fortes batidas.

## Lista de artistas
- Ver: Lista de artistas de dance-pop

## Características
O dance-pop geralmente contém várias características notáveis, sendo elas:
- Canções animadas, uptempo, destinadas à casas noturnas, com uma natureza dançante;
- Canções cativantes e super produzidas, com uma estrutura básica verso-refrão derivada do pop;
- Uma forte ênfase em batidas e grooves;
- Ganchos proeminentes;
- Temas e letras que se iniciaram simples, mas aumentaram em complexidade, a partir dos anos 2000, refletindo principalmente os relacionamentos amorosos e a fuga de padrões e estereótipos instaladas em décadas anteriores, buscando assim maior igualdade e inclusão;
- Produções polidas.